# World Basketball Association 2006
La stagione WBA 2006 fu la terza della World Basketball Association. Parteciparono 12 squadre divise in due gironi. Rispetto alla stagione precedente si aggiunsero gli Anderson Heat, i Cartersville Warriors, i Druid City Dragons, i Marietta Storm, i Murfreesboro Musicians e i North Mississippi Tornadoes. I Gulf Coast Bandits, i Kentucky Reach, i Macon Blaze, i South Carolina Heat, i Southern Crescent Lightning e i Tunica Gamblers scomparvero. I Magic City Court Kings (2-6) e i Gainesville Knights (1-6) fallirono a stagione in corso. A seguito del fallimento vennero eliminate dalle classifiche e le division vennero ridotte da tre a due per la seconda parte della stagione.

## Squadre partecipanti
- Anderson Heat
- Ark. ArchAngels
- Cartersville Warriors
- Cleveland Majic
- Druid City Dragons
- Gainesv. Knights
- M.C. Court Kings
- Marietta Storm
- Mississippi HardH.s
- Murfreesboro Musicians
- N.M. Tornadoes
- Rome Gladiators

## Classifiche
Nelle classifiche sono comprese numerose partite vinte per rinuncia

### East Division
| Squadra               | V  | P  | %    |
| --------------------- | -- | -- | ---- |
| Rome Gladiators       | 20 | 3  | 87,0 |
| Cartersville Warriors | 18 | 5  | 78,3 |
| Marietta Storm        | 10 | 10 | 50,0 |
| Cleveland Majic       | 7  | 14 | 35,0 |
| Anderson Heat         | 1  | 19 | 5,0  |

### West Division
| Squadra                     | V  | P  | %    |
| --------------------------- | -- | -- | ---- |
| Arkansas ArchAngels         | 13 | 9  | 61,9 |
| Murfreesboro Musicians      | 12 | 10 | 54,5 |
| Mississippi HardHats        | 11 | 10 | 52,4 |
| North Mississippi Tornadoes | 10 | 11 | 47,6 |
| Druid City Dragons          | 9  | 11 | 45,0 |

## Play-off

### Quarti di finale
| Rome 29 giugno 2006, ore 18:00         | Cartersville Warriors | 112 – 89 (29-23, 53-41, 85-67) | North Mississippi Tornadoes | Winthrop-King Centre |
| \| \| \| \| \| Brown 18 \| Punti \| \| |                       |                                |                             |                      |
|                                        |                       |                                |                             |                      |
| Brown 18                               | Punti                 |                                |                             |                      |

| Rome 29 giugno 2005, ore 20:30 | Rome Gladiators | 122 – 102 | Cleveland Majic | Winthrop-King Centre |

| Rome 30 giugno 2006, ore 11:00 | Arkansas ArchAngels | 106 – 104 (d.1t.s.) | Marietta Storm | Winthrop-King Centre |

| Rome 30 giugno 2006, ore 14:00 | Murfreesboro Musicians | – per forfait – | Mississippi HardHats | Winthrop-King Centre |

### Semifinali
| Rome 30 giugno 2006, ore 17:00 | Cartersville Warriors | 112 – 99 | Arkansas ArchAngels | Winthrop-King Centre |

| Rome 30 giugno 2006, ore 20:00        | Rome Gladiators | 114 – 90 | Murfreesboro Musicians | Winthrop-King Centre |
| \| \| \| \| \| Dean 31 \| Punti \| \| |                 |          |                        |                      |
|                                       |                 |          |                        |                      |
| Dean 31                               | Punti           |          |                        |                      |

### Finale
| Rome 1º luglio 2006, ore 19:00                    | Rome Gladiators | 125 – 114 (d.2t.s.) (27-20, 53-41, 79-67, 99-99, 110-110) | Cartersville Warriors | Winthrop-King Centre |
| \| \| \| \| \| Fountain 25 \| Punti \| 29 Dean \| |                 |                                                           |                       |                      |
|                                                   |                 |                                                           |                       |                      |
| Fountain 25                                       | Punti           | 29 Dean                                                   |                       |                      |

### Tabellone
|  | Quarti di finale  | Quarti di finale  | Quarti di finale |              |          | Semifinali | Semifinali | Semifinali |  |  | Finale | Finale | Finale |  |
|  |                   |                   |                  |              |          |            |            |            |  |  |        |        |        |  |
|  | Rome              | Rome              | 1                |              |          |            |            |            |  |  |        |        |        |  |
|  | Rome              | Rome              | 1                |              |          |            |            |            |  |  |        |        |        |  |
|  | Cleveland         | Cleveland         | 0                |              |          |            |            |            |  |  |        |        |        |  |
|  | Cleveland         | Cleveland         | 0                |              | Rome     | Rome       | 1          |            |  |  |        |        |        |  |
|  |                   |                   |                  |              | Rome     | Rome       | 1          |            |  |  |        |        |        |  |
|  |                   |                   | Murfreesboro     | Murfreesboro | 0        |            |            |            |  |  |        |        |        |  |
|  | Mississippi       | Mississippi       | Murfreesboro     | Murfreesboro | 0        | 0          |            |            |  |  |        |        |        |  |
|  | Mississippi       | Mississippi       |                  |              |          |            |            |            |  |  |        |        |        |  |
|  | Murfreesboro      | Murfreesboro      | 1                |              |          |            |            |            |  |  |        |        |        |  |
|  | Murfreesboro      | Murfreesboro      | 1                |              | Rome     | Rome       | 1          |            |  |  |        |        |        |  |
|  |                   |                   |                  |              |          |            |            |            |  |  |        |        |        |  |
|  |                   |                   | Cartersville     | Cartersville | 0        |            |            |            |  |  |        |        |        |  |
|  | Arkansas          | Arkansas          | Cartersville     | Cartersville | 0        | 1          |            |            |  |  |        |        |        |  |
|  | Arkansas          | Arkansas          |                  |              |          |            |            |            |  |  |        |        |        |  |
|  | Marietta          | Marietta          | 0                |              |          |            |            |            |  |  |        |        |        |  |
|  | Marietta          | Marietta          | 0                |              | Arkansas | Arkansas   | 0          |            |  |  |        |        |        |  |
|  |                   |                   |                  |              | Arkansas | Arkansas   | 0          |            |  |  |        |        |        |  |
|  |                   |                   | Cartersville     | Cartersville | 1        |            |            |            |  |  |        |        |        |  |
|  | North Mississippi | North Mississippi | Cartersville     | Cartersville | 1        | 0          |            |            |  |  |        |        |        |  |
|  | North Mississippi | North Mississippi |                  |              |          |            |            |            |  |  |        |        |        |  |
|  | Cartersville      | Cartersville      | 1                |              |          |            |            |            |  |  |        |        |        |  |

## Vincitore
| Campione WBA 2006           |
| --------------------------- |
| Rome Gladiators (2º titolo) |

## Premi WBA
- WBA Player of the Year: Shaun Fountain, Rome Gladiators e Mike Dean, Cartersville Warriors
- WBA Coach of the Year: Harold Ellis, Rome Gladiators e David Archer, Cartersville Warriors
- WBA Defensive Player of the Year: Bobby Brown, Cartersville Warriors
- WBA Executive of the Year: Ben Tankard, Murfreesboro Musicians
- WBA Championship Series MVP: Shaun Fountain, Rome Gladiators